# Andrea von Hülsen-Esch
Andrea Liselotte von Hülsen-Esch (* 1961 in Köln) ist eine deutsche Kunsthistorikerin. Hülsen-Esch ist seit 2001 Professorin für Kunstgeschichte an der Heinrich-Heine-Universität in Düsseldorf.

## Leben
Hülsen-Esch absolvierte zunächst eine Ausbildung zur Luftverkehrskauffrau. 1983 begann sie ein Studium der Kunstgeschichte, Geschichte und Archäologie an der Johann Wolfgang Goethe-Universität in Frankfurt am Main und an der Georg August-Universität in Göttingen, das sie im April 1988 beenden konnte. Nach einem Postgraduierten-Stipendium des Deutschen Akademischen Austauschdienstes und des Deutschen Studienzentrums in Venedig promovierte sie im Juni 1991 an der philosophischen Fakultät der Göttinger Universität bei Antje Middeldorf Kosegarten und Hartmut Boockmann zum Dr. phil. Ihre Dissertation Romanische Skulpturen in Oberitalien als Reflex der kommunalen Entwicklung im 12. Jahrhundert erschien 1994 im Akademie-Verlag.
Ab 1992 bis 1995 übernahm Hülsen-Esch semesterweise Lehraufträge an der Universität Kassel und der Humboldt-Universität zu Berlin mit zwischenzeitlich längeren Aufenthalten in Italien, Frankreich und in den USA für ihr Habilitationsprojekt, das von der Gerda Henkel Stiftung und dem Centre national de la recherche scientifique gefördert wurde. Von 1996 bis 1999 erhielt sie ein Stipendium der Deutschen Forschungsgemeinschaft. Im Februar 2001 habilitierte sie sich an der Berliner Humboldt-Universität mit einer Habilitationsschrift zum Thema Gelehrte im Bild. Repräsentation, Darstellung und Wahrnehmung einer sozialen Gruppe im Mittelalter. Das Werk wurde 2006 bei Vandenhoeck und Ruprecht veröffentlicht.
Im April 2001 folgte Hülsen-Esch dem Ruf als Professorin für Kunstgeschichte an die Heinrich-Heine-Universität in Düsseldorf. Im Juni 2002 wurde ihr der Gay-Lussac-Humboldt-Preis vom französischen Forschungsministerium verliehen und 2009 der Lehrpreis der Heinrich-Heine-Universität Düsseldorf. 2007 erhielt sie eine Berufung in den Beraterausschuss des Landes Nordrhein-Westfalen zur Beurteilung von künstlerischen Leistungen zur Professorierung. Von 2013 bis 2014 war sie Prodekanin der Philosophischen Fakultät und von 2014 bis 2019 Prorektorin für Internationales der Heinrich-Heine-Universität Düsseldorf. Sie war Kuratoriumsmitglied des Deutschen Akademischen Austauschdienstes und ist Mitglied des Wissenschaftlichen Beirats der Deutsch-Französischen Hochschule sowie Vorsitzende des Wissenschaftlichen Beirats der Bibliotheca Hertziana.
Andrea von Hülsen-Esch ist Autorin und Herausgeberin zahlreicher Fachveröffentlichungen. Als Kuratorin begleitete sie die Ausstellungen Jüdische Illustratoren des 20. Jahrhunderts aus der Sammlung jiddischer Bücher der Universitäts- und Landesbibliothek Düsseldorf 2004, Portraits jiddischer Schriftsteller aus der Sammlung jiddischer Bücher der Universitäts- und Landesbibliothek Düsseldorf 2006 und die Ausstellung Osteuropäische jüdische Illustratoren in Berlin und Paris zu Beginn des 20. Jahrhunderts 2008, alle in der Universitäts- und Landesbibliothek Düsseldorf. Ihre Forschungsschwerpunkte sind unter anderem die kulturelle Altersforschung, Künstlersozialgeschichte, Künstlernetzwerkforschung der klassischen Moderne, die Historische Bildwissenschaft und Kulturkonflikte, aber auch die Moderne im Rheinland mit Archiv- und Sammlungsforschung.

## Veröffentlichungen (Auswahl)

### Autorin
- Romanische Skulpturen in Oberitalien als Reflex der kommunalen Entwicklung im 12. Jahrhundert. Untersuchungen zu Mailand und Verona. (Dissertationsschrift), Akademie-Verlag, Berlin 1994, ISBN 978-3-05-002272-7.
- Jüdische Illustratoren des 20. Jahrhunderts. Aus der Sammlung jiddischer Bücher der Universitäts- und Landesbibliothek Düsseldorf. als Mitautorin, Heinrich-Heine-Universität, Düsseldorf 2004.
- Mittelalterphantasien zwischen Himmel und Hölle. Über die Bühnenbilder der Grand Opéra. Freunde des Seminars für Kunstgeschichte der Heinrich-Heine-Universität, Düsseldorf 2006, ISBN 978-3-9807307-4-7.
- Portraits jiddischer Schriftsteller. Aus der Sammlung jiddischer Bücher der Universitäts- und Landesbibliothek Düsseldorf. als Mitautorin, Heinrich-Heine-Universität, Düsseldorf 2006.
- Gelehrte im Bild. Repräsentation, Darstellung und Wahrnehmung einer sozialen Gruppe im Mittelalter. (Habilitationsschrift), Vandenhoeck und Ruprecht, Göttingen 2006, ISBN 978-3-525-35199-4.
- Jüdische Illustratoren aus Osteuropa in Berlin und Paris. Eine Ausstellung des Instituts für Jüdische Studien und des Seminars für Kunstgeschichte der Heinrich-Heine-Universität Düsseldorf. als Mitautorin, Heinrich-Heine-Universität, Düsseldorf 2008.
- Schönes NRW: 100 Schätze mittelalterlicher Kunst. als Mitautorin, Klartext, Essen 2009, ISBN 978-3-8375-0080-6.

### Herausgeberin
- Die Repräsentation der Gruppen. Texte – Bilder – Objekte. mit Otto Gerhard Oexle, Vandenhoeck und Ruprecht, Göttingen 1998, ISBN 978-3-525-35456-8.
- Die Methodik der Bildinterpretation. Deutsch-französische Kolloquien 1998–2000. 2 Bände, mit Jean-Claude Schmitt, Wallstein, Göttingen 2002, ISBN 978-3-89244-523-4.
- Bilderzählungen. Zeitlichkeit im Bild. mit Guido Reuter und Hans Körner, Böhlau, Köln / Weimar / Wien 2003, ISBN 978-3-412-10703-1.
- Inszenierung und Ritual in Mittelalter und Renaissance. Droste, Düsseldorf 2005, ISBN 978-3-7700-0850-6.
- Zum Sterben schön. Alter, Totentanz und Sterbekunst von 1500 bis heute. 2 Bände, mit Hiltrud Westermann-Angerhausen, Schnell und Steiner, Regensburg 2006, ISBN 978-3-7954-1899-1.
- Medien der Erinnerung in Mittelalter und Renaissance. Droste, Düsseldorf 2009, ISBN 978-3-7700-0852-0.
- Ephemere Materialien. Dup, Düsseldorf 2015, ISBN 978-3-943460-97-1.
- Materialität und Produktion. Standortbestimmungen. Dup, Düsseldorf 2016, ISBN 978-3-95758-023-8.
- Materie – Material – Materialität. Disziplinäre Annäherungen. Dup, Düsseldorf 2016, ISBN 978-3-95758-029-0.